# Jutta Weber
Jutta Weber (n. 28 iunie 1954, Hamm, Germania) este o înotătoare germană, medaliată olimpică. A participat la 2 ediții ale Jocurilor Olimpice (1972, 1976) în care a câștigat o medalie de bronz.